# Chadegan
Chādegān (farsi چادگان) è il capoluogo dello shahrestān di Chadegan, circoscrizione Centrale, nella Provincia di Esfahan. 

## La diga Zayandeh
Il lago artificiale di Chadegan, il più grande bacino idrico della regione di Esfahan, si è formato lungo il corso del fiume Zayandeh con la costruzione di una diga nel 1972. La diga era stata intitolata allora allo Shah Abbas I, per essere poi rinominata "diga Zayandeh" dopo la rivoluzione islamica del 1979. 